# Angelo Palombo
Angelo Palombo (Ferentino, 25 settembre 1981) è un ex calciatore italiano, di ruolo centrocampista, collaboratore tecnico dell’Inter.

## Caratteristiche tecniche
Era un centrocampista che giocava come mediano. Dotato di foga agonistica, poteva adattarsi anche a giocare come difensore centrale. Era anche abile con i tiri dalla distanza e su punizione, che erano al contempo potenti e precisi.

## Carriera

### Giocatore

#### Gli esordi
Inizia la sua carriera negli allievi del Ferentino e nella stagione 1997-1998 gioca nelle file dell'Urbania in Serie D per poi passare all'età di 17 anni al Fano in C2. Nel 1999 viene acquistato dalla Fiorentina. Durante i due anni nella formazione Primavera del club toscano, consegue anche la convocazione nell'Under 20 allenata da Claudio Gentile. Il 10 febbraio 2002 esordisce in Serie A nella partita Venezia-Fiorentina allo Stadio Penzo terminata con il risultato di 2-0.

#### Sampdoria
Nell'agosto del 2002, svincolatosi dopo il fallimento della Fiorentina, approda alla Sampdoria con la quale firma in fretta e furia, in un bar dell'aeroporto di Milano-Malpensa, un contratto quadriennale. Sin dalla prima stagione con i blucerchiati, allenati da Walter Novellino, gioca titolare e contribuisce alla promozione in Serie A della squadra genovese.
Nella stagione 2004-2005 sfiora la qualificazione alla Champions League, con il piazzamento al quinto posto in classifica. L'anno successivo Palombo fa il suo esordio in Coppa UEFA, in occasione dell'incontro Vitória Setúbal-Sampdoria. In campionato invece realizza la prima rete in Serie A il 18 gennaio 2006 in rovesciata nel successo per 3-1 contro la Fiorentina, sua ex squadra.
Nella stagione 2006-2007 condivide con Daniele Franceschini il record di presenze in campionato tra i giocatori della Sampdoria.
Nella stagione 2007-2008, sotto la guida del mister Walter Mazzarri, ottiene un sesto posto in campionato e ricopre spesso il ruolo di capitano a causa dell'assenza del compagno Sergio Volpi dalla formazione titolare, fino ad acquisire definitivamente tale ruolo.
Nella stagione successiva è vittima di ripetuti infortuni: il 27 settembre 2008, nell'incontro di campionato contro la Juventus, si procura un infortunio al retto femorale della coscia destra che lo tiene fuori dal campo per due mesi; il 30 novembre seguente, contro il Cagliari, ricade nello stesso infortunio, che gli impone un'ulteriore degenza di altri due mesi. Ritorna in campo l'11 gennaio 2009 nella partita dei quarti di finale di Coppa Italia contro l'Udinese. Il 5 aprile seguente segna la sua prima doppietta contro il Napoli, nell'incontro terminato sul risultato di 2-2 disputato a Marassi. Il 22 maggio 2009 rinnova il contratto con la Sampdoria (che scadeva nel 2010) fino al 30 giugno 2013.
Nella stagione 2009-2010, sotto la guida del nuovo allenatore Luigi Delneri, segna due gol in campionato in Sampdoria-Siena (4-1) e Sampdoria-Atalanta (2-0), ed uno in Coppa Italia su calcio di rigore nella vittoria per 6-2 contro il Lecce. Il 16 settembre in PSV-Sampdoria tocca quota 300 presenze in gare ufficiali. A fine stagione i blucerchiati conquistano il quarto posto in classifica e la qualificazione ai preliminari della Champions League. Il 3 febbraio 2011 rinnova ulteriormente il suo contratto, posticipando la scadenza al 30 giugno 2015.
Il 15 maggio 2011, a causa della sconfitta per 2-1 contro il Palermo la Sampdoria ottiene la matematica retrocessione in Serie B e Palombo si scusa in lacrime con i suoi tifosi per la brutta stagione della sua squadra, iniziata con l'eliminazione dalla Champions League passando dalle cessioni dei calciatori più significativi come Antonio Cassano (al Milan) e Giampaolo Pazzini (all'Inter) e conclusasi con la retrocessione. Il 20 giugno Palombo, dopo la retrocessione della Sampdoria afferma: 
Segna il suo primo gol in campionato il 25 agosto seguente, nella prima giornata contro il Padova (2-2) su calcio di punizione. Successivamente viene accantonato dalla società ed è costretto a lasciare la squadra a gennaio.

#### Inter
Il 31 gennaio 2012 viene ufficializzato il suo trasferimento all'Inter con la formula del prestito con diritto di riscatto. Il giocatore mantiene la maglia numero 17, indossata già alla Sampdoria. Esordisce in maglia nerazzurra il giorno dopo nel 4-4 interno contro il Palermo subentrando al 64º minuto ad Andrea Poli, suo ex compagno di squadra alla Sampdoria, e propiziando l'azione che porta al quarto gol di Diego Milito cinque minuti più tardi. Gioca la sua prima partita da titolare quattro giorni dopo nella sconfitta esterna per 4-0 contro la Roma. Nella sua esperienza all'Inter colleziona tuttavia solo tre presenze.

#### Ritorno alla Sampdoria
Nell'estate 2012 l'Inter non riscatta il cartellino del giocatore, perciò Palombo il 1º luglio torna nella rosa della Sampdoria in attesa di sistemazione, che non arriva a causa dei ripetuti dinieghi del calciatore alle offerte provenienti dal Torino, Udinese, Bologna e Rubin. I blucerchiati propongono al giocatore persino la rescissione consensuale del contratto che però non viene anch'essa accettata; per questo motivo la Sampdoria è costretta, l'11 settembre 2012, al reintegro in gruppo del giocatore, il quale ha ancora un contratto in essere con la società blucerchiata fino al 2015 da 1,5 milioni all'anno. Il 13 settembre il contratto viene prolungato fino al 30 giugno 2017 con lo stesso ingaggio da 4,5 milioni di euro complessivi spalmato in cinque annualità da 900 000 euro a stagione in modo da alleggerire il bilancio societario.

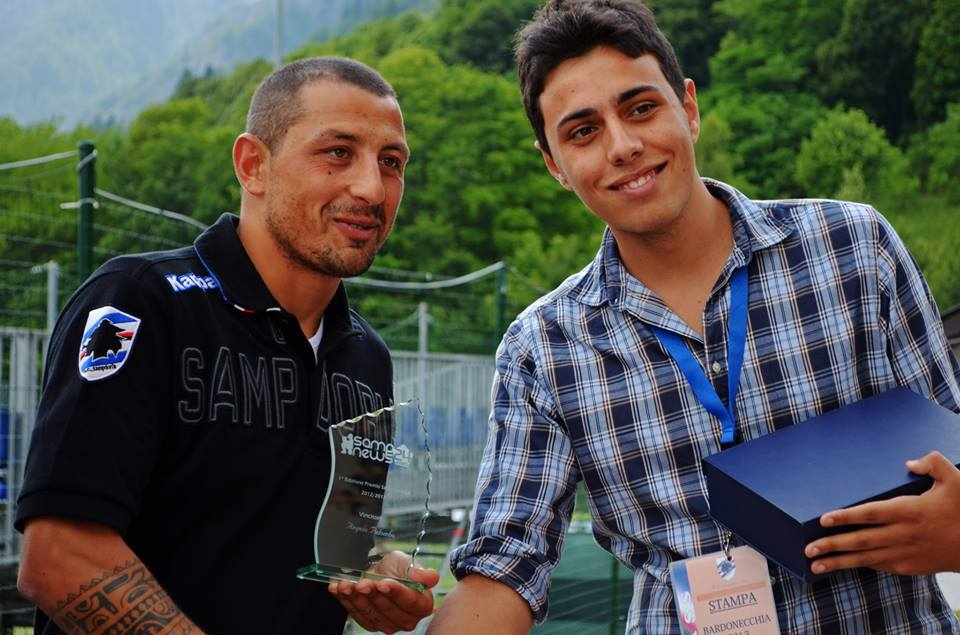
Angelo Palombo riceve un premio dalla redazione di SampNews 24

Il 21 dicembre viene inserito per la prima volta stagionale nella lista dei convocati della prima squadra per un match di Campionato ed il giorno seguente si accomoda in panchina al fianco del neo tecnico della Samp Delio Rossi nella partita 0-1 contro la Lazio. Il 6 gennaio 2013 compie l'esordio stagionale con la maglia blucerchiata, venendo schierato dal primo minuto come difensore centrale in una difesa a 3, nella partita Juventus-Sampdoria 1-2. Gioca altre 14 partite di Campionato fino al termine della stagione.
La stagione seguente lo vede inizialmente di nuovo impegnato come difensore centrale ma poi, dal novembre 2013 con l'arrivo di Siniša Mihajlović sulla panchina blucerchiata, torna a giocare nel ruolo di centrocampista centrale. Il 9 marzo 2014, in occasione della gara Sampdoria-Livorno 4-2, disputa la sua 400ª partita con la maglia blucerchiata. Dopo quasi 2 anni e 7 mesi, il 23 marzo ritorna al gol siglando su calcio di punizione la rete del definitivo 5 a 0 contro il Verona. Conclude la stagione con 32 presenze ed un gol in Campionato ed una presenza in Coppa Italia.
Il 2 novembre 2014 segna la sua prima rete stagionale su calcio di rigore in Sampdoria-Fiorentina 3-1.
Il 2 febbraio 2015 con la partenza di Daniele Gastaldello verso Bologna torna ad essere il capitano della Sampdoria. A fine stagione è l'uomo di Mihajlovic che totalizza più presenze in campionato (36).
Nella stagione 2015/16, dopo un'amichevole estiva con un gol direttamente su corner, gioca la partita di andata del terzo turno preliminare di Europa League perso 4-0 contro il Vojvodina: il tecnico Walter Zenga l'aveva schierato difensore centrale insieme a Silvestre, ma dopo che la squadra aveva subito due reti era stato sostituito da Regini nel secondo tempo. Esordisce in campionato nella seconda partita pareggiata 2-2 col Napoli al San Paolo giocando in regia dal primo minuto fermando un tiro di Higuaín di schiena nel secondo tempo.
Dopo 2 stagioni in cui ha giocato poco sotto la guida di Zenga, Vincenzo Montella e Marco Giampaolo, il 5 luglio 2017 decide di ritirarsi.

#### Nazionale
Angelo Palombo ha fatto parte della Nazionale Under-20 che ha vinto la medaglia d'argento ai Giochi del Mediterraneo di Tunisi 2001.
Ha esordito nella Nazionale Under-21 il 19 novembre 2002, diventandone un titolare fisso nei successivi due anni, durante i quali è stato convocato complessivamente 23 volte: l'esperienza con la maglia degli azzurrini è terminata nel 2004, quando ha vinto l'Europeo Under-21 e ha ottenuto la medaglia di bronzo ai Giochi olimpici dello stesso anno.
Il 16 agosto 2006 ha esordito con la maglia della Nazionale maggiore, nella partita amichevole Italia-Croazia (0-2) giocata a Livorno. Fu la prima gara da CT di Roberto Donadoni. In quella occasione, oltre a Palombo, altri tre giocatori della Sampdoria esordirono con la maglia azzurra: Christian Terlizzi, Giulio Falcone e Gennaro Delvecchio.
Palombo rimase nel giro della Nazionale anche con il ritorno di Marcello Lippi e venne convocato sia per la Confederations Cup 2009 che per il Mondiale 2010, tornei nei quali non venne comunque mai impiegato.

### Allenatore

#### Sampdoria
Il 5 luglio 2017 decide di ritirarsi dal calcio giocato, entrando a far parte dello staff tecnico di Marco Giampaolo alla Sampdoria. Nel corso dell'autunno inizia a seguire il corso speciale per allenatori UEFA, che abilita all'allenamento di tutte le formazioni giovanili, alle prime squadre fino alla Serie C, e alla posizione di allenatore in seconda in Serie B e Serie A. Il 15 dicembre consegue la licenza. Nel settembre 2020 ottiene poi anche l'abilitazione come Allenatore Professionista di Prima Categoria - Uefa Pro. Intanto viene confermato come collaboratore tecnico anche con l'arrivo di Eusebio Di Francesco, Claudio Ranieri e Roberto D’Aversa. Nel luglio 2022 gli viene affidata la guida della formazione U17 blucerchiata. A ottobre viene richiamato nello staff della prima squadra del nuovo allenatore Dejan Stankovic, con cui Palombo aveva giocato all’Inter; quest’ultima esperienza termina alla fine della stagione dopo la retrocessione dei blucerchiati e l’arrivo di Andrea Pirlo.

#### Parma e Inter
Il 18 febbraio 2025, dopo la nomina di Cristian Chivu, suo compagno ai tempi dell'Inter, come nuovo tecnico del Parma, entra nello staff tecnico con il ruolo di collaboratore tecnico. A giugno segue Chivu all’Inter con lo stesso ruolo.

## Statistiche

### Presenze e reti nei club
| Stagione          | Squadra           | Campionato        | Campionato | Campionato | Coppe nazionali | Coppe nazionali | Coppe nazionali | Coppe continentali | Coppe continentali | Coppe continentali | Altre coppe | Altre coppe | Altre coppe | Totale | Totale |
| Stagione          | Squadra           | Comp              | Pres       | Reti       | Comp            | Pres            | Reti            | Comp               | Pres               | Reti               | Comp        | Pres        | Reti        | Pres   | Reti   |
| ----------------- | ----------------- | ----------------- | ---------- | ---------- | --------------- | --------------- | --------------- | ------------------ | ------------------ | ------------------ | ----------- | ----------- | ----------- | ------ | ------ |
| 1997-1998         | Urbania           | D                 | 33         | 0          | -               | -               | -               | -                  | -                  | -                  | -           | -           | -           | 33     | 6      |
| 1998-1999         | Fano              | C2                | 26         | 3          | CI-C            | ?               | ?               | -                  | -                  | -                  | -           | -           | -           | 26+    | 3+     |
| 1999-2000         | Fiorentina        | A                 | 0          | 0          | CI              | 0               | 0               | -                  | -                  | -                  | -           | -           | -           | 0      | 0      |
| 2000-2001         | Fiorentina        | A                 | 0          | 0          | CI              | 0               | 0               | -                  | -                  | -                  | -           | -           | -           | 0      | 0      |
| 2001-2002         | Fiorentina        | A                 | 10         | 0          | CI              | 1               | 0               | -                  | -                  | -                  | -           | -           | -           | 11     | 0      |
| Totale Fiorentina | Totale Fiorentina | Totale Fiorentina | 10         | 0          |                 | 1               | 0               |                    | -                  | -                  |             | -           | -           | 11     | 0      |
| 2002-2003         | Sampdoria         | B                 | 32         | 1          | CI              | 5               | 0               | -                  | -                  | -                  | -           | -           | -           | 37     | 1      |
| 2003-2004         | Sampdoria         | A                 | 31         | 0          | CI              | 1               | 0               | -                  | -                  | -                  | -           | -           | -           | 32     | 0      |
| 2004-2005         | Sampdoria         | A                 | 37         | 0          | CI              | 1               | 0               | -                  | -                  | -                  | -           | -           | -           | 38     | 0      |
| 2005-2006         | Sampdoria         | A                 | 31         | 1          | CI              | 2               | 0               | CU                 | 3                  | 0                  | -           | -           | -           | 36     | 1      |
| 2006-2007         | Sampdoria         | A                 | 36         | 2          | CI              | 7               | 0               | -                  | -                  | -                  | -           | -           | -           | 43     | 2      |
| 2007-2008         | Sampdoria         | A                 | 33         | 1          | CI              | 2               | 1               | Int+CU             | 2+3                | 0                  | -           | -           | -           | 40     | 2      |
| 2008-2009         | Sampdoria         | A                 | 25         | 2          | CI              | 4               | 0               | CU                 | 2                  | 0                  | -           | -           | -           | 31     | 2      |
| 2009-2010         | Sampdoria         | A                 | 36         | 2          | CI              | 2               | 1               | -                  | -                  | -                  | -           | -           | -           | 38     | 3      |
| 2010-2011         | Sampdoria         | A                 | 34         | 1          | CI              | 2               | 0               | UCL+UEL            | 2+4                | 0                  | -           | -           | -           | 42     | 1      |
| 2011-gen. 2012    | Sampdoria         | B                 | 22         | 1          | CI              | 2               | 0               | -                  | -                  | -                  | -           | -           | -           | 24     | 1      |
| gen.-giu. 2012    | Inter             | A                 | 3          | 0          | CI              | -               | -               | UCL                | 0                  | 0                  | SI          | -           | -           | 3      | 0      |
| 2012-2013         | Sampdoria         | A                 | 15         | 0          | CI              | 0               | 0               | -                  | -                  | -                  | -           | -           | -           | 15     | 0      |
| 2013-2014         | Sampdoria         | A                 | 32         | 1          | CI              | 1               | 0               |                    | -                  | -                  | -           | -           | -           | 33     | 1      |
| 2014-2015         | Sampdoria         | A                 | 36         | 1          | CI              | 1               | 0               | -                  | -                  | -                  | -           | -           | -           | 37     | 1      |
| 2015-2016         | Sampdoria         | A                 | 7          | 0          | CI              | 0               | 0               | UEL                | 1                  | 0                  | -           | -           | -           | 8      | 0      |
| 2016-2017         | Sampdoria         | A                 | 4          | 0          | CI              | 1               | 0               | -                  | -                  | -                  | -           | -           | -           | 5      | 0      |
| Totale Sampdoria  | Totale Sampdoria  | Totale Sampdoria  | 411        | 13         |                 | 31              | 2               |                    | 17                 | 0                  |             | -           | -           | 459    | 15     |
| Totale carriera   | Totale carriera   | Totale carriera   | 483        | 16         |                 | 32+             | 2+              |                    | 17                 | 0                  |             | -           | -           | 532+   | 18+    |

### Cronologia presenze e reti in nazionale
| Cronologia completa delle presenze e delle reti in nazionale ― Italia | Cronologia completa delle presenze e delle reti in nazionale ― Italia | Cronologia completa delle presenze e delle reti in nazionale ― Italia | Cronologia completa delle presenze e delle reti in nazionale ― Italia | Cronologia completa delle presenze e delle reti in nazionale ― Italia | Cronologia completa delle presenze e delle reti in nazionale ― Italia | Cronologia completa delle presenze e delle reti in nazionale ― Italia | Cronologia completa delle presenze e delle reti in nazionale ― Italia |
| Data                                                                  | Città                                                                 | In casa                                                               | Risultato                                                             | Ospiti                                                                | Competizione                                                          | Reti                                                                  | Note                                                                  |
| --------------------------------------------------------------------- | --------------------------------------------------------------------- | --------------------------------------------------------------------- | --------------------------------------------------------------------- | --------------------------------------------------------------------- | --------------------------------------------------------------------- | --------------------------------------------------------------------- | --------------------------------------------------------------------- |
| 16-8-2006                                                             | Livorno                                                               | Italia                                                                | 0 – 2                                                                 | Croazia                                                               | Amichevole                                                            | -                                                                     | 57’                                                                   |
| 15-11-2006                                                            | Bergamo                                                               | Italia                                                                | 1 – 1                                                                 | Turchia                                                               | Amichevole                                                            | -                                                                     | 71’                                                                   |
| 22-8-2007                                                             | Budapest                                                              | Ungheria                                                              | 3 – 1                                                                 | Italia                                                                | Amichevole                                                            | -                                                                     | 65’                                                                   |
| 17-10-2007                                                            | Siena                                                                 | Italia                                                                | 2 – 0                                                                 | Sudafrica                                                             | Amichevole                                                            | -                                                                     | 70’                                                                   |
| 20-8-2008                                                             | Nizza                                                                 | Italia                                                                | 2 – 2                                                                 | Austria                                                               | Amichevole                                                            | -                                                                     | 74’                                                                   |
| 10-9-2008                                                             | Udine                                                                 | Italia                                                                | 2 – 0                                                                 | Georgia                                                               | Qual. Mondiali 2010                                                   | -                                                                     | 46’                                                                   |
| 28-3-2009                                                             | Podgorica                                                             | Montenegro                                                            | 0 – 2                                                                 | Italia                                                                | Qual. Mondiali 2010                                                   | -                                                                     | 9’                                                                    |
| 1-4-2009                                                              | Bari                                                                  | Italia                                                                | 1 – 1                                                                 | Irlanda                                                               | Qual. Mondiali 2010                                                   | -                                                                     | 46’                                                                   |
| 6-6-2009                                                              | Pisa                                                                  | Italia                                                                | 3 – 0                                                                 | Irlanda del Nord                                                      | Amichevole                                                            | -                                                                     | 46’                                                                   |
| 10-6-2009                                                             | Pretoria                                                              | Italia                                                                | 4 – 3                                                                 | Nuova Zelanda                                                         | Amichevole                                                            | -                                                                     |                                                                       |
| 12-8-2009                                                             | Basilea                                                               | Svizzera                                                              | 0 – 0                                                                 | Italia                                                                | Amichevole                                                            | -                                                                     |                                                                       |
| 5-9-2009                                                              | Tbilisi                                                               | Georgia                                                               | 0 – 2                                                                 | Italia                                                                | Qual. Mondiali 2010                                                   | -                                                                     |                                                                       |
| 10-10-2009                                                            | Dublino                                                               | Irlanda                                                               | 2 – 2                                                                 | Italia                                                                | Qual. Mondiali 2010                                                   | -                                                                     | 89’                                                                   |
| 14-11-2009                                                            | Pescara                                                               | Italia                                                                | 0 – 0                                                                 | Paesi Bassi                                                           | Amichevole                                                            | -                                                                     | 71’                                                                   |
| 18-11-2009                                                            | Cesena                                                                | Italia                                                                | 1 – 0                                                                 | Svezia                                                                | Amichevole                                                            | -                                                                     | 65’                                                                   |
| 3-6-2010                                                              | Bruxelles                                                             | Italia                                                                | 1 – 2                                                                 | Messico                                                               | Amichevole                                                            | -                                                                     | 82’                                                                   |
| 5-6-2010                                                              | Ginevra                                                               | Svizzera                                                              | 1 – 1                                                                 | Italia                                                                | Amichevole                                                            | -                                                                     | 88’                                                                   |
| 10-8-2010                                                             | Londra                                                                | Italia                                                                | 0 – 1                                                                 | Costa d'Avorio                                                        | Amichevole                                                            | -                                                                     | 80’                                                                   |
| 3-9-2010                                                              | Tallinn                                                               | Estonia                                                               | 1 – 2                                                                 | Italia                                                                | Qual. Euro 2012                                                       | -                                                                     | 75’                                                                   |
| 7-9-2010                                                              | Firenze                                                               | Italia                                                                | 5 – 0                                                                 | Fær Øer                                                               | Qual. Euro 2012                                                       | -                                                                     | 76’                                                                   |
| 12-10-2010                                                            | Genova                                                                | Italia                                                                | 3 – 0 tav                                                             | Serbia                                                                | Qual. Euro 2012                                                       | -                                                                     |                                                                       |
| 7-6-2011                                                              | Liegi                                                                 | Italia                                                                | 0 – 2                                                                 | Irlanda                                                               | Amichevole                                                            | -                                                                     | 46’                                                                   |
| Totale                                                                |                                                                       | Presenze                                                              | 22                                                                    |                                                                       | Reti                                                                  | 0                                                                     |                                                                       |

## Palmarès

### Giocatore
- Torneo Quattro Nazioni: 1

2001-2002
- Campionato d'Europa Under-21: 1

Germania 2004
- Bronzo olimpico: 1

Atene 2004

## Riconoscimenti
- 2010 (Genova, 19 marzo) - Viene insegnito dall'Ordine Nazionale Cavalieri dello Sport, con il patrocinio dell'CSEN, del titolo di Cavaliere dello Sport.[40]